# Kužnjača
Kužnjača (szerbül: Кужњача), település Bosznia-Hercegovinában, Modriča községben, a Szerb Köztársaság északi régiójában. 

## Fekvése
A település Bosznia-Hercegovina északi részén, Dobojtól légvonalban 27, közúton 42 km-re északkeletre, községközpontjától légvonalban 4, közúton 5 km-re nyugatra, a Boszna völgyében és tőle délre, a Trebava-hegység területén, 105-230 méteres magasságban fekszik.

## Népessége
| Nemzetiségi csoport | Népesség 1991 | Népesség 2013 |
| ------------------- | ------------- | ------------- |
| Szerb               | 30            | 22            |
| Bosnyák             | 0             | 0             |
| Horvát              | 240           | 9             |
| Jugoszláv           | 2             | 0             |
| Egyéb               | 0             | 0             |
| Összesen            | 272           | 31            |

## Története
A régészeti leletek tanúsága szerint az emberi élet itt már a neolitikumban is elkezdődött, a folyók menti dombokon az emberek, elsősorban a halban gazdag folyók, valamint a vadban gazdag erdők jóvoltából főként vadászattal és halászattal foglalkoztak. A korszak legrégebbi települése Vignjišta volt, mely éppen a mai Kužnjača közelében feküdt. Ezeken a területeken az eddig feltárt régészeti leletek szerint már a neolitikumban szervezett élet folyt. Vignjišta lelőhelyét azonban soha nem vizsgálták meg szisztematikusan. A civilizáció első komolyabb nyomait a rómaiak érkezésével kezdték feljegyezni ezekre a területekre: utakat kezdtek építeni, nagyobb városi településeket hoztak létre, követ és téglát használtak az építkezéshez, két tartományukat utakkal kötötték össze Posavinán keresztül. A horvátok ősei a mai Bosanska Posavina területére a 7. században, 626 körül költöztek. A 10. században, Kulin bosnyák bán uralma alatt a Posavina nem volt Bosznia része. Erről eredeti dokumentumok, valamint egy olyan dokumentum is fennmaradt, amelyben Kulin garantálja Dubrovnik népének a kereskedelem szabadságát Boszniában.
Az első bosnyák király, I. Tvrtko (1353-1391) a Posavinát Boszniához csatolta és oklevelében megemlíti a Jakeš és a Modrica plébániákat. A 15. században a boszniai Posavinát, mint a Magyar Királyság részét, visszacsatolták Horvátországhoz, és ezt a történelmi státuszt 1536-ig megőrizte, amikor végleg török megszállás alá került (Bosznia legnagyobb része már 1463-ban az oszmánok uralma alá került). A Posavina török meghódítása előtt nyolc nagy ferences kolostor volt ezen a területen. A törökök mindegyiket lerombolták. A 16. századi török feljegyzések szerint az itteni Nenavištét a katolikus horvátok által elhagyott településként említik. Így Nenavište plébániájának területét, a törökök Gradačac náhijévá (Gradacac és Šamac) alakították át. Posavina másik, nagyobb része a Derventa náhijében feküdt (Derventa, Odžak és Bosanski Brod). A 16. század végén a térség falvai közül Dubovacot, Koracét, Fočát, Dubicát és Plehant, valamint a Száva, az Ukrina, a Velicanka, a Živanjska, a Lješnica és a Markovac folyókat említették. Posavina harmadik része (Brcko, Dubrave, Zovik, Ulice, Breške, Drijenca és Skakava) a Tuzlai náhijében feküdt.
Az 1719-es török-osztrák békeszerződés után megállapították Posavina határait, amelyek 1939-ig érvényben voltak. Az 1788 és 1792 közötti háborús időszakban a törökök ismét kiűzték a katolikus horvátokat Posavinából, állítólag azért, mert segítették az osztrákokat. A fegyverszünet után azonban a horvátok visszatértek évszázados otthonaikba. Kužnjača falut először Augustin Miletić püspök jelentésében említik, aki 1813-as jelentésében felsorolta a garevaci káplánsághoz tartozó falvak településeit, házait és a lakosok számát. A káplánság a következő településeket foglalta magában: Garevac, Kladari, Hasić Donji és Gornji, Tišina, Prud, Kornica, Čardak, Živkovo polje, Dobrinja, Riječani, Kužnjača és Oteža. A horvát újjászületés (1850) hatása Bosznia-Hercegovinában is érezhető volt. A ferences atyák teljes segítséget nyújtottak ebben. Különösen kiemelkednek a tolisai Ivan Jukic és Martin Nedic atyák. Ilija Starcevic atya Tolisában megalapította Posavina első plébániai iskoláját is; a könyveket Brod na Saváról (Slavonski Brod) vásárolták. 1862-ben és 1863-ban a szerbek és törökök közötti konfliktus miatt Užice és Šabac környékéről kiűzött muszlimok Bosanski Šamac, Orašje és Brezova Polje területén telepedtek le. A katolikus horvátok szívesen fogadták a kiűzötteket területükön. A török kormány meggyengülése akkori Európát az úgynevezett keleti kérdéshez, a nagyhatalmak azon vágyához vezette, hogy felosszák az Oszmán Birodalmat. Így az 1878-as berlini nemzetközi kongresszuson Ausztria-Magyarországra bízták a boszniai politikai helyzet kezelését. 
A horvát lakosságú település 1878-ig tartozott az Oszmán Birodalomhoz. Ekkor a berlini kongresszus határozata alapján az Osztrák-Magyar Monarchia része lett. Az osztrák-magyar hatóságok azonnal megkezdték hidak, utak, modern gazdasági létesítmények, iskolák, kórházak, vasútállomások, vízművek - tekintélyes épületek, színházak és múzeumok építését. Említést érdemel a „Napredak” Horvát Kulturális Egyesület 1902-es megalapítása is. Ez az egyesület Boszniai Posavinában hamarosan termékeny szellemi talajra talált, és szilárd eredményeket ért el a nép írástudásában és a kultúra terjesztésében. Az 1929-es törvény értelmében, amikor Bosznia-Hercegovinát négy banovinára, Drinskára, Vrbaskára, Zetskára és Primorskára osztották, a település a Vrbaska banovina (Orbászi Bánság) része lett, amelynek székhelye Banja Luka volt. 1939-ben a közigazgatás átszervezésével a Hrvatska banovina (Horvát Bánság) része lett.
A második világháborúban Jugoszlávia megszállása után a Független Horvát Állam (NDH) része lett. A második világháború után 1992-ig a település a szocialta Jugoszlávia keretében a Bosznia-Hercegovinai Népköztársaság része volt. A boszniai háború idején 1992-ben a falu horvát lakosságát elűzték. A boszniai háborút lezáró daytoni békeszerződés rendelkezése alapján az ország területét felosztották a Bosznia-hercegovinai Föderáció és a boszniai Szerb Köztársaság között. A békeszerződés utáni területmegosztási megállapodás értelmében a település a Boszniai Szerb Köztársasághoz került.